# Płatek ludzkiej małżowiny usznej
Płatek ludzkiej małżowiny usznej, płatek ucha, płatek uszny (łac. lobulus auriculae) – dolna, miękka część ucha zewnętrznego u człowieka, zbudowana na powierzchni z nabłonka wielowarstwowego płaskiego, zaś wewnątrz z tkanki łącznej siateczkowej i tkanki tłuszczowej, z bogatym unaczynieniem włosowatym. Stanowi I strefę meridianową w akupunkturze i jedną ze stref erogennych. Wykorzystuje się go jako motyw w niektórych produkcjach filmowych (fabularnych, teledyskach oraz reklamach), w rzeźbie oraz w malarstwie. Znajduje zastosowanie w monitoringu parametrów życiowych (stężenia glukozy, O2 i CO2 we krwi, ciśnienia krwi, tętna oraz temperatury).

## Ewolucja
W świetle opinii publicznej płatek małżowiny usznej wydaje się nie spełniać żadnej ważnej biologicznej funkcji – podobnie bezfunkcyjne u ludzi wydają się mięśnie uszne oraz narząd szczątkowy zwany guzkiem Darwina. Przypuszcza się, że płatek uszny może pełnić funkcję rezonatora fal akustycznych, jednak żadne badania naukowe nie wykazały, aby osoby posiadające przyrośnięte płatki uszne miały gorszą zdolność słyszenia. Domniemywa się, iż płatki uszu stanowią element doboru naturalnego u ludzi.

## Budowa anatomiczna

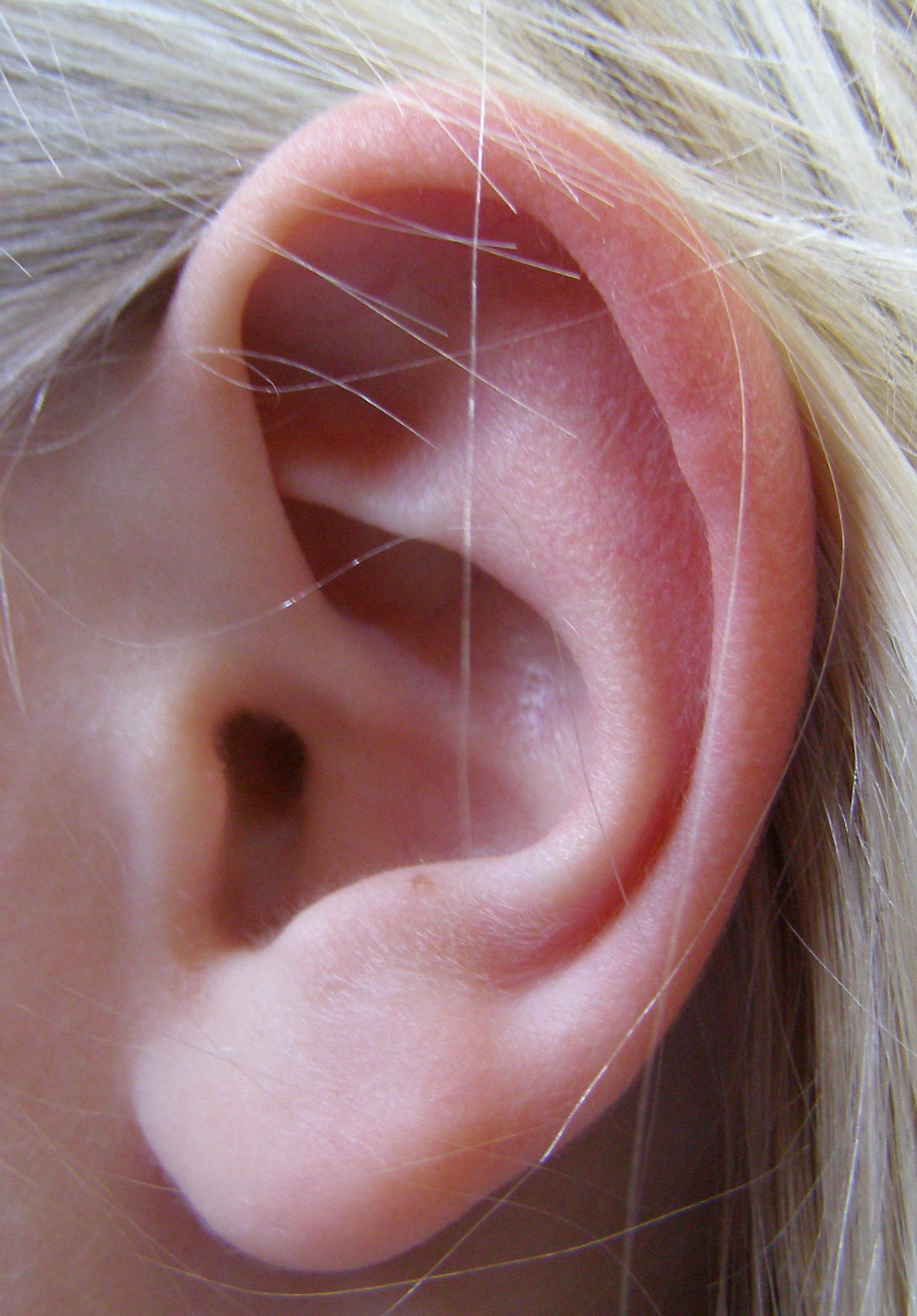
Zwisający swobodnie płatek małżowiny usznej

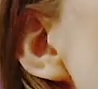
Przyrośnięty płatek małżowiny usznej

Płatki mają przeciętnie 2 cm długości i powoli wydłużają się z wiekiem; mogą zwisać swobodnie lub być przyrośnięte do głowy.
W budowie wewnętrznej wyróżnia się kilka warstw zróżnicowanych tkanek. Najbardziej zewnętrzną jest nabłonek wielowarstwowy płaski. Warstwę wewnętrzną tworzy tkanka tłuszczowa oraz tkanka łączna. Płatek jest jedyną częścią małżowiny usznej, która nie zawiera tkanki chrzęstnej (dokładniej tkanki chrzęstnej sprężystej) – ma natomiast tkankę łączną luźną (ściślej: tkankę łączną beleczkowatą). Za jędrność tkanek płatka ucha odpowiada grupa białek zwanych kolagenami, które tworzą luźno utkaną sieć włókien rozprzestrzeniających się we wszystkich kierunkach. Na powierzchni płatek małżowiny usznej posiada (podobnie do pozostałych części małżowiny usznej) włoski (w postaci mniej lub bardziej widocznego meszku), gruczoły łojowe i rzadkie gruczoły potowe.
W okresie młodzieńczym i dorosłości płatki uszu zachowują jędrność, lecz gdy dochodzi do procesów starzenia, tkanka łączna i tkanka tłuszczowa ulegają degeneracji, czego efektem jest utrata jędrności i kolorytu. Podobne zjawisko można zaobserwować w przypadku piersi. Później na skutek ciążenia płatek ulega oklapnięciu.

### Unaczynienie
Płatki uszu są bardzo intensywnie ukrwionym narządem.
Unaczynienie tętnicze płatka małżowiny usznej pochodzi z dwóch odgałęzień:
- gałęzi usznych przednich pochodzących od tętnicy skroniowej powierzchownej,
- gałęzi usznych tylnych pochodzących od tętnicy usznej tylnej i tętnicy potylicznej.

Całą strukturę płatka przenika sieć bardzo drobnych naczyń włosowatych, w związku z czym zranienia mogą skutkować bardzo obfitym krwawieniem.
Ich rozszerzenie (np. pod wpływem infekcji) powoduje zaczerwienienie skóry i ewentualne nabrzmienie.
Czasami naczynia włosowate mogą rozszerzać się nieregularnie w związku z dziedzicznymi schorzeniami. Wówczas dochodzi do powstania drobnych naczyniaków.

### Unerwienie

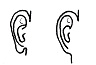
Płatek wolny (z lewej) i przyrośnięty (z prawej)

Na unerwienie czuciowe płatka małżowiny usznej składają się:
- nerw żuchwowy poprzez nerw uszno-skroniowy,
- nerw uszny wielki i nerw potyliczny mniejszy pochodzące ze splotu szyjnego,
- gałąź uszna nerwu błędnego.

## Organogeneza płatka ucha
Domyślnie przyjętoby, iż płatek ucha, będący narządem zbudowanym z tkanki nabłonkowej i tkanki łącznej skóry właściwej, wykształca się z dermatomu. Tak jednak nie jest, gdyż w okolicach głowy nie ma somitów – a więc i dermatomu. Skóra właściwa w tym obszarze powstaje z komórek mezenchymy; ta zaś ze sklerotomów i splanchnopleury okolicy tułowia.
Płatek ucha jako część małżowiny powstaje i rozwija się w obrębie pęcherzyków usznych. Sam pęcherzyk uszny powstaje w wyniku indukcji kaskadowej:
1. Induktorem pierwszego rzędu jest środkowy odcinek dachu prajelita, który powoduje powstanie rdzenia przedłużonego (części tyłomózgowia).
2. Induktorem drugiego rzędu jest rdzeń przedłużony, który stymuluje powstawanie pęcherzyka usznego z mezodermy.
3. Induktorem trzeciego rzędu jest pęcherzyk uszny, który powoduje wykształcenie puszki słuchowej.

## Uwarunkowania genetyczne

### Rozkład stopnia przyrośnięcia płatków uszu do twarzy w populacjach ludzkich
W dużym uproszczeniu tłumaczy się, iż wolne płatki uszne są zdeterminowane allelem dominującym, a przyrośnięte allelem recesywnym. Dlatego osoba, której geny zawierają jeden allel dominujący i jeden allel recesywny, będzie miała wolne płatki. W związku z tym występowanie płatka zrośniętego jest mniej powszechne niż wolnego.
Wstępne badania w Polsce dowodzą, że średnio 20–25% społeczeństwa ma przyrośnięte płatki uszu, natomiast w krajach Dalekiego Wschodu zauważono większą częstość takiej budowy, dochodzącą nawet do 67,1% w Japonii i 64,3% w Chinach.
W populacji zamieszkującej Lagos, stolicę Nigerii w 2005 r., odsetek osób posiadających przyrośnięte do twarzy płatki uszu wyniósł 25,37%. Liczebność badanej populacji wynosiła 1600 osób. Osoby objęte badaniem nie były w żaden sposób bezpośrednio spokrewnione.
W populacji zamieszkującej indyjski stan Maharasztra składającej się z 682 mężczyzn oraz 685 kobiet odnotowano stuprocentowy udział osób o wolnych (odstających) płatkach uszu. W drugim etapie badania wykorzystano krzyżówkę testową. Wśród 140 par, gdzie każdy z rodziców posiadał wolne płatki uszu, wszystkie 545 dzieci również miało wolne płatki uszu. Całkowity zanik allelu recesywnego, warunkującego przyrośnięte płatki uszu, spowodowany jest dryfem genetycznym.
Inne badania pozwoliły postawić hipotezę, że ewolucja człowieka dąży do pozbycia się zbędnego, wolnego płatka i zastąpienia go przyrośniętym.
Ogólnie jednak przewiduje się, iż przy wyłączeniu wpływu – specyficznych dla konkretnych linii rodowych – alleli genów warunkujących rozwój płatków uszu, istnieje jeden gen, którego 2 allele (dominujący oraz recesywny) odpowiadają za przyrośnięcie do lub odstawanie płatków od bocznej skóry głowy. W badaniu na próbie 360 dzieci z losowo wybranych nigeryjskich rodzin: 93 osoby (≈25,83%) miały przyrośnięte płatki uszu (genotyp „ee”), a 267 osób (≈74,17%) miało odstające płatki uszu (genotypy „Ee” i „EE”). W teście chi-kwadrat udowodniono istotną zbieżność uzyskanych wyników z rozkładem mendlowskim 3:1. Jest to podstawą do wniosku, iż fenotyp przyrośniętych oraz odstających płatków uszu jest jednogenowy.

### Rozkład rozmiarów płatków uszu w populacjach ludzkich
W badaniu porównującym rozmiary płatków uszu u różnych populacji wykazano, że północno-wschodni Hindusi posiadają mniejsze płatki uszu w porównaniu z ludnością kaukaską oraz z Japończykami.

### Zależność wymiarów płatków uszu od wieku
Przeprowadzono badania na grupie 260 Hindusów w przedziale wiekowym 1–80 lat. Spostrzeżono, iż maksymalne wymiary płatków uszu w poszczególnych grupach rówieśniczych rosną dla szczególnych przedziałów wiekowych. Granice omawianych przedziałów wiekowych nie są punktowe, lecz również stanowią przedziały.
Okres wzmożonego wydłużania się płatków uszu w badanej populacji rozpoczynał się w wieku 6–15 lat, zaś kończył się w wieku 41–80 lat.
Pierwszy okres wzmożonego poszerzania się płatków uszu trwa od rozwoju zarodkowego do 15. roku życia. Od 16. do 40. roku życia opisywany proces się zatrzymuje. W 41. roku życia proces się wznawia.

### Dymorfizm między płatkiem lewego ucha a płatkiem prawego ucha
Choć na pierwszy rzut oka wydaje się, iż płatki uszu są symetryczne względem pionowej osi ciała, cytowane powyżej badanie populacji Hindusów wykazało postępujące różnicowanie się wymiarów płatków lewych uszu oraz płatków prawych uszu.
Płatek prawego ucha ma trzy okresy wzmożonego wydłużania:
- Pierwszy okres zaczyna się w wieku 6–10 lat, a kończy w wieku 11–15 lat.
- Drugi okres zaczyna się w wieku 21–40 lat, a kończy w wieku 41–60 lat.
- Trzeci okres zaczyna się w wieku 41–60 lat, a kończy w wieku 61–80 lat.

Płatek lewego ucha ma dwa okresy wzmożonego wydłużania:
- Pierwszy okres zaczyna się w wieku 6–10 lat, a kończy w wieku 11–15 lat.
- Drugi okres zaczyna się w wieku 21–40 lat, a kończy w wieku 41–60 lat.

Choć pierwsze dwa okresy wydłużania są wspólne dla płatów obu uszu, to we wzroście płatka lewego ucha brakuje trzeciego okresu wydłużania. W związku z tym płatek prawego ucha jest docelowo nieco dłuższy, od płatka lewego ucha.

### Dymorfizm między męskim a żeńskim płatkiem ucha
Płatki uszu wykazują dymorfizm powiązany z płcią. U mężczyzn krawędzie płatków uszu mogą być wyraźnie bardziej owłosione niż u kobiet. Cecha ta jest dziedziczona holandrycznie – czyli odpowiada za nią gen lub geny sprzężone z chromosomem Y. Wobec tego cecha jest dziedziczona bezpośrednio po ojcu.

### Odstępstwo dziedziczenia kształtu płatków uszu od genetyki mendlowskiej
Teoria, według której stopień przyrośnięcia jest zależny od pojedynczego zestawu alleli to duże uproszenie. Świadczą o tym stany pośrednie między formą przyrośniętą do twarzy oraz od niej odstającą. Przypuszcza się, iż na ostateczny kształt płatków uszu wpływ ma kilka różnych genów nieallelicznych (położonych w różnych loci) lub kilka różnych alleli tego samego genu. Wobec tego dziedziczeniem kształtu płatków uszu nie powinno się obrazować I prawa Mendla.

### Zależność między dziedzicznymi bruzdami na płatkach uszu a chorobami genetycznymi
W przypadku Zespołu Beckwitha-Wiedemanna odnotowuje się płatki z pewnymi patologicznymi wcięciami (niem. Kerben-Ohr) dziedziczonymi autosomalnie. Wcięcia, zmarszczki oraz płytkie bruzdy powstają w związku z przetoką.

### Długość uszu u zarodka, jako wyznacznik wad genetycznych
Długość uszu (w tym płatków uszu) jest jednym z parametrów branych pod uwagę podczas badań prenatalnych. Pierwszą długość mierzy się w 15. tygodniu ciąży za pomocą ultrasonografu, długość ta powinna wynosić mniej więcej 6 mm. Drugą długość mierzy się tuż po narodzinach, powinna ona wynosić około 13 mm. Wyniki poniżej podanych są silnie powiązane z zaburzeniami chromosomowymi.

## Płatki uszu w doborze płciowym
Wpływ płatków uszu na przeciętność wyglądu
Płatki uszu nie wpływają znacząco na jakość słuchu, są one ważnym elementem składającym się na normalny wygląd. Świadczy o tym fakt, że rozliczne zniekształcenia tego narządu u dzieci i dorosłych stają się często przedmiotem pośmiewiska. Tak też w mediach motyw niekształconych uszu wykorzystuje się do przedstawiania kogoś w komiczny sposób. Szacuje się, że anomalie rozwojowe małżowiny usznej dotykają około 5% ludzkiej populacji. Dzieci z owej grupy narażone są na traumy związane ze znęcaniem się i wyśmiewaniem przez rówieśników.
Płatki uszu jako naturalna ozdoba twarzy
Niektóre badania wykazują, iż płatki uszu zalicza się do najczęściej oglądanych części twarzy zaraz po oczach, ustach i nosie. Płatki uszu zwiększają powierzchnię twarzy, tym samym pomagają zwrócić uwagę innych osób na siebie. Płatki uszu są ewolucyjnym elementem doboru płciowego; ich kształt, wymiary oraz kondycja zwiększają prawdopodobieństwo wydania potomstwa z konkretnym partnerem, zaś później utrzymania trwałości związku z nim podczas wychowywania potomków.

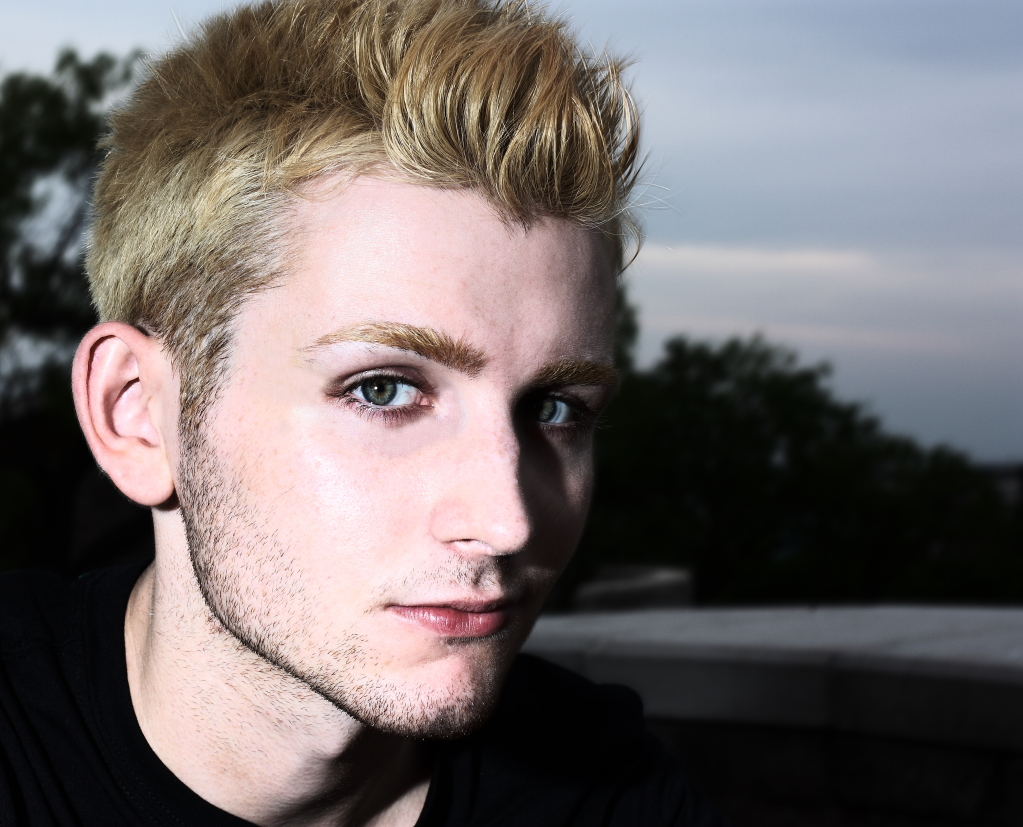
Płatek prawego ucha. Jego duży rozmiar w proporcji do reszty twarzy wyróżnia ją i przykuwa spojrzenia.

Wpływ płatków uszu na symetryczność twarzy
Jeden z zespołów badawczych bazujący na założeniu, że pierwowzór atrakcyjności jest podpatrywany wśród „kumpli”, odkrył, iż płatki uszu i łokcie mogą być najważniejszymi atutami eksponowanymi w zatłoczonym pomieszczeniu. Im bardziej symetryczne są twarz i ciało mężczyzny, tym bardziej może on liczyć na szerokie grono partnerek seksualnych i przyprawiać je o orgazm – choćby nie był lojalnym partnerem. U kobiet symetria twarzy – uwzględniająca również uszy – jest dobrym wyznacznikiem atrakcyjności dla mężczyzn. W przypadku obu płci opisany powyżej dobór wiąże się z wyższą inteligencją.

### Zależność między wymiarami a atrakcyjnością
Istnieje pogląd, że atrakcyjność płatków uszu jest powiązana z ich wymiarami. Analizując kształt płatków uszu, rozpatruje się trzy punkty odniesienia:
- Bruzda międzyskrawkowa (ang. intertragal notch)
Jest to zagłębienie między skrawkiem (ang. tragus) oraz przeciwskrawkiem (ang. antitragus). Za punkt „I” przyjmuje się najniżej położone miejsce w bruździe międzyskrawkowej.

- Dolny punkt zrostu (ang. otobasion inferius)[e]
Jest to punkt, poniżej którego płatek nie ma bezpośredniego połączenia ze skórą twarzy.

- Wierzchołek płatka (ang. subaurale)
Jest to najniżej położony punkt na płatku ucha przy założeniu, że płaszczyzna skóry okalającej ucho jest prostopadła do ziemi.

Proporcje w wymiarach płatka ucha podaje się na podstawie następujących składowych:
- Składowa głowowa (ang. cephalic component)
Jest to odległość między bruzdą międzyskrawkową a dolnym punktem zrostu (ang. I-O distance). Składowa głowowa zależy nie tylko od uwarunkowań genetycznych. Może ona ulec zmniejszeniu, gdy na ucho działa siła ściągająca płatek do góry. Przykładowo, u dzieci (których skóra jest delikatniejsza niż u dorosłych) w miejscu dolnego punktu zrostu może dojść do naderwania pod wpływem ciasnego, gumowego czepka basenowego. Czepek taki ściąga skórę twarzy do góry skutkując ranami szarpanymi. Wielokrotne noszenie czepka bez wygojenia się ran szarpanych przenosi dolny punkt zrostu coraz wyżej zmniejszając tym samym składową głowową. Gdy dolny punkt zrostu osiąga okolice punktu I jego dalsza sukcesja nie jest możliwa, gdyż chrząstka małżowiny usznej blokuje dalsze nadrywanie się zrostu płatka ucha ze skórą policzkową. Z tego powodu składowa głowowa nigdy nie jest ujemna (byłaby, gdyby dolny punkt zrostu znalazł się nad punktem I).

- Składowa ogonowa[f] (ang. free-margin caudal component)
Jest to odległość między dolnym punktem zrostu a wierzchołkiem płatka (ang. O-S distance). Łatwo zauważyć, iż wprowadzony we wcześniejszych akapitach podział na płatki „przyrośnięte” do twarzy i „odstające” od twarzy jest powiązany ze składową ogonową. Dla składowej ogonowej wynoszącej 0 płatek jest przyrośnięty, wówczas dolny punkt zrostu jest na tej samej wysokości, co wierzchołek płatka ucha. Dla składowych 5, 10, 15 i 20 (oraz innych dodatnich) płatek jest odstający. Należy wyróżnić sytuację, gdy płatek ucha nie przyrasta do skóry policzka pod kątem prostym, lecz płynnie przechodzi w tę skórę. W takiej sytuacji dolny punkt zrostu znajduje się poniżej wierzchołka płatka ucha (wyznaczanego w tym przypadku jako punkt krawędziowy pod przeciwskrawkiem). W takiej sytuacji składowa ogonowa (O-S distance) jest ujemna.

Wnioski z badań statystycznych nad parametrami płatków uszu
Badania przeprowadzone przez zespół A. Mowlaviego wykazały iż:
- Ocena atrakcyjności w oparciu o kształt płatków uszu nie zależy od płci.
- Osoby obu płci o składowej głowowej (ang. I-O distance) wynoszącej 5, 10 albo 15 mm są bardziej preferowane od osób o składowej 20 mm.
- Ocena atrakcyjności spada dla składowych ogonowych (ang. O-S distance) według kolejności: 5 mm > 10 mm > 0 mm > 15 mm > 20 mm.
- Składowa głowowa (ang. I-O distance) oraz składowa ogonowa (ang. O-S distance) wpływają na ocenę atrakcyjności niezależnie.

Rangi i średnia ocena atrakcyjności żeńskich płatków uszu wystawiana przez obie płcie
| O-S distance | Płeć | I-O distance    | I-O distance    | I-O distance    | I-O distance    |
| ------------ | ---- | --------------- | --------------- | --------------- | --------------- |
| O-S distance | Płeć | 5 mm            | 10 mm           | 15 mm           | 20 mm           |
| 0 mm         | ♂    | 12 (10,3 ± 3,8) | 7 (7,6 ± 3,9)   | 6 (6,2 ± 3,1)   | 10 (9,0 ± 2,5)  |
| 0 mm         | ♀    | 10 (8,7 ± 3,7)  | 6 (6,9 ± 2,7)   | 4 (5,4 ± 2,7)   | 9 (8,0 ± 2,5)   |
| 5 mm         | ♂    | 3 (3,9 ± 3,4)   | 1 (3,5 ± 2,4)   | 4 (5,4 ± 2,3)   | 11 (9,2 ± 3,3)  |
| 5 mm         | ♀    | 3 (4,4 ± 3,4)   | 1 (3,0 ± 2,0)   | 5 (5,5 ± 2,5)   | 12 (10,4 ± 3,3) |
| 10 mm        | ♂    | 2 (3,6 ± 2,7)   | 5 (6,1 ± 2,8)   | 9 (8,8 ± 3,6)   | –               |
| 10 mm        | ♀    | 2 (3,2 ± 2,2)   | 7 (6,9 ± 2,7)   | 11 (10,3 ± 2,9) | –               |
| 15 mm        | ♂    | 8 (7,7 ± 3,0)   | 13 (11,1 ± 2,7) | –               | –               |
| 15 mm        | ♀    | 8 (7,9 ± 2,8)   | 13 (11,8 ± 2,2) | –               | –               |
| 20 mm        | ♂    | 14 (12,1 ± 2,5) | –               | –               | –               |
| 20 mm        | ♀    | 14 (12,7 ± 2,1) | –               | –               | –               |

Rangi i średnia ocena atrakcyjności męskich płatków uszu wystawiana przez obie płcie
| O-S distance | Płeć | I-O distance    | I-O distance    | I-O distance    | I-O distance   |
| ------------ | ---- | --------------- | --------------- | --------------- | -------------- |
| O-S distance | Płeć | 5 mm            | 10 mm           | 15 mm           | 20 mm          |
| 0 mm         | ♂    | 12 (9,8 ± 4,1)  | 8 (8,0 ± 3,9)   | 7 (7,4 ± 3,1)   | 9 (9,0 ± 2,7)  |
| 0 mm         | ♀    | 10 (8,7 ± 3,5)  | 7 (7,6 ± 3,3)   | 6 (6,8 ± 3,1)   | 9 (8,4 ± 2,7)  |
| 5 mm         | ♂    | 3 (4,6 ± 3,4)   | 1 (3,2 ± 2,6)   | 4 (5,2 ± 2,7)   | 10 (9,3 ± 3,8) |
| 5 mm         | ♀    | 3 (4,9 ± 3,5)   | 1 (2,6 ± 2,0)   | 4 (5,3 ± 2,7)   | 11 (9,4 ± 3,4) |
| 10 mm        | ♂    | 2 (3,6 ± 2,1)   | 5 (5,8 ± 2,9)   | 11 (9,7 ± 3,2)  | –              |
| 10 mm        | ♀    | 2 (3,1 ± 1,9)   | 5 (5,7 ± 2,6)   | 12 (10,5 ± 3,0) | –              |
| 15 mm        | ♂    | 6 (7,3 ± 3,1)   | 13 (10,6 ± 3,0) | –               | –              |
| 15 mm        | ♀    | 8 (7,9 ± 3,0)   | 14 (12,5 ± 1,6) | –               | –              |
| 20 mm        | ♂    | 14 (11,1 ± 3,2) | –               | –               | –              |
| 20 mm        | ♀    | 13 (12,3 ± 2,6) | –               | –               | –              |

## Płatki uszu jako strefa erogenna
Płatki posiadają wiele zakończeń nerwowych i dla niektórych ludzi są strefą erogenną.
Motyw płatka ludzkiej małżowiny usznej jako strefy erogennej ukazał się dwóch scenach filmu Nietykalni, w produkcjach z Humphreyem Bogartem i Lauren Bacall oraz w jednej ze scen filmu Diplomatic Immunity z Craigiem Parkerem i Hannah Marshall.

## Płatki uszu w medycynie
Płatki uszu są częścią ciała istotną z wielu względów w medycynie. Ich kondycja zmienia się wraz z wiekiem człowieka oraz odzwierciedla stan zdrowotny obserwowanej osoby (m.in. objawy chorób genetycznych). Stanowią obiekt badań medycznych oraz miejsce pobierania tkanki do niewielkich przeszczepów skórnych. Operacje plastyczne płatków uszu obejmują m.in. ich pomniejszanie i powiększanie, usuwanie dziurek po kolczykach oraz usuwanie bliznowców. Wyróżnia się ponadto niechirurgiczne techniki usuwania bliznowców. Płatki uszu stanowią jedną ze stref meridianowych w akupunkturze. Akupresura wykonywana na płatkach uszu wpływa na układ nerwowy oraz układ hormonalny. Jednym z zabiegów terapeutycznych obejmujących płatki uszu jest aurikuloterapia. Do chorób obejmujących płatki uszu zalicza się m.in. suchość skóry, brodawki, martwicę oraz nabłoniak wapniejący.

## Płatki uszu w biometrii
Rozwój technologii medycznej umożliwił badanie parametrów życiowych przy wykorzystaniu płatków uszu. Przemawiają za tym niektóre ich cechy jak: brak tkanki mięśniowej mogącej zgnieść sondy pomiarowe, gęste unaczynienie włosowate oraz ochrona mechaniczna w postaci tkanki łącznej. Na płatkach uszu diagnozuje się choroby układu krążenia oraz dokonuje pomiaru termoregulacji. W związku z tendencją do akumulowania się metali ciężkich w tkance łącznej płatków, nie bada się na nich stężenia ołowiu (i innych metali ciężkich) we krwi.
Możliwe jest mierzenie na płatku ucha zarówno tętna oraz saturacji krwi przy użyciu pulsoksymetru.

## Płatki uszu w kulturze
W średniowiecznej Europie uważano, iż przyrośnięte płatki uszne są cechą charakteryzującą czarownice – dlatego u każdej nowo narodzonej dziewczynki mającej przyrośnięte płatki podcinano je w taki sposób, aby odstawały od reszty głowy.
W języku japońskim wyrażenie „dotykać płatek ucha” (jap. 耳たぶに触れる) jest idiomem i oznacza „słuchać”.
Płatki uszu są tematem niektórych wierszy. Uszy Agnieszki Osieckiej stanowiły obiekt westchnień jednego z polskich poetów i satyryków – Jeremiego Przybory. Przybora w korespondencji do swej ukochanej dawał temu wyraz w zwrotach pożegnalnych:

[...]

Agnieszko, pamiętaj o mnie i dbaj o uszy, za którymi przepadam!

Jeremi
[...]

Całuję Cię w to drugie, niecałowane jeszcze przeze mnie ucho.

Jeremi

### Chwytanie i ciągnięcie za płatki uszu
Ciągnięcie za płatki uszu wywołane stresem
Ludzie ciągną za płatki uszu z różnych powodów. Przykładowo u kobiet często występuje regularny i długotrwały nawyk ciągnięcia się za płatki uszu. Nawyk ten bierze się z potrzeby odwrócenia uwagi (swojej oraz otoczenia) od własnych lęków. W konsekwencji płatki uszu ulegają widocznemu rozciągnięciu i zwiotczeniu.
Nawyk łapania się za płatki uszu jest charakterystyczny dla kłamców. Podczas układania wypowiedzi sprzecznych z prawdą u osoby je wypowiadającej ma miejsce dysonans poznawczy. Aby w relacjach z otoczeniem obronić prawdziwość przekazu z oczywistych względów dla kłamcy fałszywego, układ współczulny wzmaga krążenie ogólne tak, by mózg był wystarczająco odżywiony do sprawnego uzasadniania kłamstwa. Efektem ubocznym zwiększonego ciśnienia tętniczego jest rozszerzenie naczyń włosowatych płatków uszu i ich zaczerwienienie.
Ciągnięcie za płatki uszu jako forma karesu.
Ciągnięcie za płatki uszu jest formą karesu (ang. caress – pieścić). Łapiąc za płatek innej osoby naruszamy jej przestrzeń prywatną. Tym samym dajemy jej sygnał o zainteresowaniu nią w znaczeniu seksualnym.

### Płatki uszu w kamasutrze
Podczas gwałtownej fali pożądania partnerzy uciekają się do tak zwanych ukąszeń miłosnych. Są to pieszczoty wykonywane paznokciami (uciskanie różnych części ciała – w tym płatków uszu) oraz podgryzanie zębami.

#### Ukąszenia miłosne z użyciem paznokci
Uciskanie paznokciami to niezwykła i wyjątkowa forma pieszczot, przeznaczona dla ludzi najbardziej namiętnych i pełnych pożądania. W związku z tym w Kamasutrze powstały techniki zwane ukąszeniami miłosnymi. Ukąszenia miłosne z użyciem paznokci są formą karesu. Jako takie nierozerwalnie wiążą się z podgryzaniem.
Do ukąszeń miłosnych z użyciem paznokci zaliczamy:
- ostukiwanie paznokciami lub naciskanie paznokciami – polega na lekkim naciskaniu tak, by podnieść włoski bez zostawiania śladu na skórze[42].
- półksiężyc – polega na naciskaniu paznokciami na tyle mocno, aby na skórze powstały półokrągłe ślady[45].
- koło – powstaje z połączenia dwóch półksiężyców[45].
- linia – jest to wariant półksiężyca, gdzie ślad jest na tyle krótki, iż nie przybiera półokrągłego kształtu[45].

W kamasutrze w celu wykonywania ukąszeń miłosnych krawędzie paznokci lewej dłoni są często:
- żłobione w rowki przypominające zęby piły – w przypadku osób odczuwających intensywną namiętność[44]
- spiłowywane spiczasto na kształt dzioba papugi – w przypadku osób średnio zmysłowych[44]
- stylizowane na kształt półksiężyca – w przypadku osób odczuwających słabą namiętność[44]

Zwrócić należy uwagę, aby paznokcie były:
- jasne
- wypięlęgnowane
- czyste
- niepopękane
- wypukłe
- błyszczące
- miękkie

#### Ukąszenia miłosne przez podgryzanie
Ukąszenia miłosne przez podgryzanie dzielimy ze względu na intensywność na:
- ukąszenie sekretne – takie, po którym na skórze zostaje tylko lekkie zaczerwienienie[46]
- ukąszenie nabrzmiałe – takie, gdy skóra jest przyciskana mocno z obu stron[46]
  - kropka – ukąszenie nabrzmiałe, w którym uczestniczą zaledwie dwa zęby po przeciwnych stronach skóry[46]
  - sznur kropek – ukąszenie nabrzmiałe, w którym uczestniczą wszystkie zęby[46]

W Kamasutrze do wykonywania ukąszeń zęby powinny być:
- równe
- piękne
- błyszczące
- poddające się barwieniu
- proporcjonalne
- niepołamane

### Przekłuwanie płatków uszu
Na całym świecie i na przestrzeni historii ludzkości płatek uszny jest miejscem ciała najpowszechniej poddawanym kolczykowaniu. Powszechne są przypadki rozrywania się płatków usznych pod ciężarem bardzo masywnych kolczyków lub gwałtownego ciągnięcia za nie. W wielu kulturach praktykuje się rozpychanie dziur po przekłuciu (tzw. stretching) przy użyciu ozdób przeznaczonych do rozpychania i wydłużania płatków usznych, by przystosować je do noszenia tuneli.
Stosunek Kościoła katolickiego do kolczykowania uszu
W XIII wieku Kościół Katolicki zabronił kolczykowania uszu, w związku z dogmatem, według którego człowiek jest stworzony na obraz Boga i w związku z tym, nikt nie ma prawa ingerować w ten obraz. Po wprowadzeniu powszechnego zakazu, uszy kolczykowali sobie tylko piraci, złodzieje oraz przedstawiciele niższych klas społecznych.

### Niekorzystne efekty noszenia kolczyków w świetle badań naukowych
Do najczęstszych powikłań związanych z noszeniem kolczyków zalicza się:
- stan zapalny[52]
- bliznowce[52]
- utratę tkanki pod wpływem zerwania[52]
- rozczłonkowanie płatków uszu[52]

Wśród dzisiejszego społeczeństwa tradycyjne kolczyki są codziennym elementem u ludzi, którzy przekłuli sobie wcześniej płatki uszu. Niemniej przekłute uszy stanowią poważne ryzyko zdrowotne, bowiem w miejscu przekłucia dojść może do infekcji lub rozerwania płatka ucha w razie nieumyślnego zaczepienia kolczyka o inny przedmiot.
(ang. Pierced earrings are commonplace in today’s society for people who have pierced ears. Pierced ears, however, present some health hazards including infection and tearing of the earlobe if the earring should be accidentally snagged.)

Alergia na nikiel
Zarejestrowano zależność pomiędzy wczesnym przekłuwaniem uszu u dziewczynek a występującym później rozwojem alergii.
Według Ewy Czarnobilskiej (kierownika zespołu prowadzącego badania) główną przyczyną występowania odczynu alergicznego, wymienianą przez alergologów, jest obecność niklu jako składnika stopów do produkcji kolczyków – przy czym nieistotny jest deklarowany przez producenta rodzaj metalu, z jakiego wykonana jest biżuteria, gdyż nikiel jest standardowym składnikiem.
Objawy alergii widoczne są w postaci wyprysków skórnych. Objaw ten jest często tłumaczony alergią pokarmową (np. na mleko), tymczasem przyczyna leży w kontakcie kolczyka (jonów niklu) z układem limfatycznym.
Ciekawym jest fakt, iż zdjęcie kolczyków przez dziecko nie skutkuje zniknięciem objawów alergii. Układ immunologiczny zapamiętuje obecność jonów niklowych, które przez pewien okres życia występowały we krwi i limfie człowieka. Mimo zaprzestania noszenia kolczyków u dziecka może występować reakcja alergiczna na:
- metalowe części garderoby
- aparaty ortodontyczne[59]
- protezy dentystyczne[59]
- płytki ortopedyczne
- potrawy gotowane w garnkach z dodatkiem niklu
- margarynę (nikiel jest katalizatorem uwodorniającym tłuszcze nienasycone)
- monety (w szczególności jednozłotowe)[59]
- czekoladę
- orzechy
- warzywa strączkowe
- wino
- piwo.

W badaniach alergologicznych na próbie 428 uczniów w wieku 7–8 i 16–17 lat stwierdzono, że:
- u 30% badanych wystąpiła alergia na nikiel
- alergia występowała częściej u dziewcząt, które miały założone kolczyki we wczesnym dzieciństwie.

Innymi objawami alergii na nikiel są:
- nawracające infekcje
- ataki astmy
- przewlekłe zapalenie krtani.

Problemy dermatologiczne – ropienie
Innym powikłaniem towarzyszącym piercingowi płatków uszu jest wytwarzanie przez układ immunologiczny ropy wokół urazu. Konieczne jest wówczas wyciśnięcie zebranej tam treści, któremu towarzyszy dyskomfort i utrata pewnej ilości krwi.

### Nieinwazyjne pierścienie imitujące tradycyjne kolczyki
5 stycznia 1984 Darlyne J. Bradford zgłosiła do urzędu patentowego USA przedmiot o nazwie Pierścień uciskający płatek, który symuluje prawdziwy kolczyk (ang. Lobe-pinching earring which simulates piercing earring).
Pierścień ten skonstruowano tak, iż posiada niewielką przestrzeń, w którą wkłada się płatek ucha. Każda z obu przerw w pierścieniu zakończona jest kuleczką. Kuleczki równomiernie rozkładają nacisk na uchwyconej powierzchni skóry. Wymienione kuleczki mają w przekroju mniejszą powierzchnię od powierzchni przekroju pierścienia, więc nie są widoczne po założeniu biżuterii.
Pierścienie imitujące prawdziwe kolczyki wykonuje się metodą odlewniczą. Płynny stop krzepnie w jamie o kształcie projektowanej obręczy. Po ostygnięciu odlewu usuwa się naddatki z kanalików odpowietrzających.

### Ozdoby płatków uszu przytwierdzane magnesami
Klipsy nie są jedyną alternatywą dla tradycyjnych kolczyków. Innym rozwiązaniem jest biżuteria przytwierdzana za pomocą magnesów. Wykonuje się ją przyklejając do ferromagnetyku (np. kawałka śruby) część ozdobną biżuterii. Drugą część stanowi magnes o podobnym rozmiarze do kawałka ferromagnetyku, który umieszcza się po przeciwnej stronie płatka ucha.

### Makijaż płatków uszu
Nowym trendem w świecie mody jest makijaż płatków uszu (ang. earlobe make-up). Stanowi alternatywną dla kolczykowania i tatuażu formę ozdabiania uszu. Stosuje się w nim kredki do rzęs (ang. eye-liner). Prekursorem idei makijażu płatków uszu jest projektant mody Anthony Vaccarello, który wyszedł z koncepcją stworzenia biżuterii za pomocą makijażu.

To coś jak tatuaż lub ozdoba. (ang. It’s like a tattoo or an embellishment.)

Uzyskanie ostrych konturów nie jest możliwe z użyciem tradycyjnej kredki do brwii. Wówczas stosuje się ją w formie upłynnionej, do produkcji której stosuje się maść Homeoplasmine.
Obecnie trudno przewidzieć reakcję opinii publicznej wobec tej formy ozdabiania się.
Zalety makijażu płatków uszu:
- bezinwazyjność
- łatwość w modyfikowaniu i usuwaniu ozdoby
- różnorodność form właściwa dla prac malarskich i rysunków
- brak przeciwwskazań zdrowotnych
- brak powikłań charakterystycznych dla piercingu
- większa od kolczyków powierzchnia ekspozycji

### Depilacja płatków uszu
Owłosienie na uszach przeważnie występuje u mężczyzn i rośnie z wiekiem. Nadmierny rozwój owłosienia w przewodzie słuchowym, na powierzchni małżowiny i dookoła niej powoduje uczucie niezręczności. Przyczyn nadmiernego owłosienia upatruje się w dziedziczeniu cech po rodzicach oraz zmianach hormonalnych (wynikłych np. z nieumiejętnej kuracji farmakologicznej lub patologicznej aktywności gruczołów płciowych). Należy pamiętać, że owłosieniem jest również niewidoczny z bliska meszek utrzymujący przy skórze warstewkę ciepłego powietrza.
Obecnie znane są różne techniki depilacji, dzięki którym można pozbywać się niechcianych włosów. Robi się to z użyciem nożyczek, pęsety oraz wosku. Tego typu metody są proste w stosowaniu, zapewniają tymczasowe lub stałe pozbycie się owłosienia rosnącego na uszach.
Nie wiadomo, z jakiego powodu włosy mogą nadmiernie rosnąć w uszach i dookoła nich. Istnieje teoria, według której wraz z wiekiem torebki włosowe na powierzchni uszu stają się wrażliwe na zmiany stężenia testosteronu we krwi, co powoduje odbiegający od normy wzrost włosów. O ile nadmierny rozwój owłosienia u mężczyzn jest akceptowalny na powierzchni klatki piersiowej, rąk (z wyłączeniem dłoni) oraz w postaci brody i wąsów, o tyle włosy wystające z uszu uchodzą za nieestetyczne. Pozbywanie się włosów z uszu jest dla mężczyzn bardzo istotne w wyrabianiu opinii zadbanych.

## Etymologia i deklinacja nazwy łacińskiejlobulus auriculae
Fachowa nazwa płatka małżowiny usznej w języku łacińskim brzmi lobulus auriculae w liczbie pojedynczej oraz lobulī auriculārum w liczbie mnogiej. W liczbie pojedynczej pierwszy człon lobulus oznacza płatek i jest zdrobnieniem od łacińskiego wyrazu lobus oznaczającego płat. Drugi człon auriculae jest dopełniaczem wyrazu auricula oznaczającego małżowina ucha. Odpowiednio w liczbie mnogiej lobulī to zdrobnienie od lobī, zaś auriculārum to dopełniacz od formy mnogiej auriculae oznaczającej małżowiny uszu.
W odmianie frazy rzeczownikowej lobulus auriculae obowiązuje deklinacja I. Przez przypadki odmienia się tylko pierwszy człon lobulus. Z racji, iż przydawką nie jest przymiotnik, lecz rzeczownik w dopełniaczu, to drugi człon auriculae jest nieodmienny. Zamienia się on jedynie w liczbie mnogiej na formę auriculārum, która również nie odmienia się przez przypadki.